# Weibern (Eifel)
Weibern ist eine Ortsgemeinde im Landkreis Ahrweiler in Rheinland-Pfalz. Sie gehört der Verbandsgemeinde Brohltal an, die ihren Verwaltungssitz in Niederzissen hat.

## Geographie
Die beiden zur Gemeinde gehörenden Orte Weibern und Wabern liegen im östlichen Randbereich der Hocheifel zwischen Nürburgring und dem Laacher See. Der Hauptort Weibern befindet sich im Tal des Weiberner Bachs, der in südwestlicher Richtung zur Nette entwässert. Das Gemeindegebiet lässt sich naturräumlich der Kempenicher Tuffhochfläche zuordnen. Im Westen erstreckt es sich über den Weiberner Wald bis auf den Gipfel des Hilzbergs, wo es mit rund 595 m ü. NHN seinen höchsten Bodenpunkt erreicht. Zu Weibern gehören auch die Wohnplätze „Güterbahnhof Weibern“ und „Weiberner Mühle“.

## Geschichte
Weibern wurde im Jahr 865 zum ersten Mal in einer Urkunde der Abtei Prüm erwähnt. König Ludwig II. schenkte Prüm die Kapellen zu Güsten und Bachem im Jülicher Land mit ihrem Zubehör. Unter das Zubehör zählte ein Herrenhof (mansum indominicatum) in der villa viveri im Eifelgau. Lateinisch viveris bedeutet Weiher. Weibern war also schon im 9. Jahrhundert ein Dorf und nicht nur ein Hof, das offenbar auch einen Weiher, vielleicht in einer alten Grube oder Steinbruch, aufwies. Schon die Römer hatten Tuffabbau betrieben. Es kam, wohl über den Prümer Vogt, an die Herren von Kempenich und dann an das Niedererzstift Trier. Kirchlich gehörte es bis 1860 zur Pfarrei Kempenich im Dekanat Ochtendung. Die Grafen von Eltz und Freiherrn von Bürresheim verfügten am Ort im 18. Jahrhundert über ritterschaftliche Güter. Weibern wurde erst 1860 zu einer eigenen Pfarrei erhoben. Bis in die 1950er Jahre hinein war der Abbau des Weiberner Tuffs Hauptwirtschaftszweig. Heute erinnern ein Museum sowie ältere Tuffsteinbrüche an diese Zeit. Die 1885 errichtete Mariensäule besteht ebenfalls aus Tuff. Sie trägt die missverständliche Inschrift: Du bist gebenedeit unter den Weibern.
Statistik zur Einwohnerentwicklung
Die Entwicklung der Einwohnerzahl der Gemeinde Weibern, die Werte von 1871 bis 1987 beruhen auf Volkszählungen:
| Jahr | Einwohner |
| ---- | --------- |
| 1815 | 479       |
| 1835 | 526       |
| 1871 | 670       |
| 1905 | 1.089     |
| 1939 | 1.198     |

| Jahr | Einwohner |
| ---- | --------- |
| 1950 | 1.343     |
| 1961 | 1.253     |
| 1970 | 1.368     |
| 1987 | 1.333     |
| 1997 | 1.520     |

| Jahr | Einwohner |
| ---- | --------- |
| 2005 | 1.588     |
| 2011 | 1.519     |
| 2017 | 1.515     |
| 2023 | 1.525     |

## Politik

### Bürgermeister
Florian Müller (FWG) wurde im Juni 2024 zum Ortsbürgermeister von Weibern gewählt.
Der Vorgänger war Karl Gundert (CDU) seit August 2019. Bei der Direktwahl am 26. Mai 2019 war er mit einem Stimmenanteil von 54,50 % für fünf Jahre gewählt worden.
Gunderts Vorgänger Peter Josef Schmitz (FWG) hatte das Amt 20 Jahre ausgeübt, war 2019 aber nicht erneut angetreten.

### Wappen
| Wappen von Weibern | Blasonierung: „Geteilt, oben gespalten von Silber und Blau, unten Schwarz, vorne ein durchgehendes rotes Balkenkreuz, hinten pfahlweise zwei silberne Fische, unten ein gestürzter, offener, gekröpfter, silberner Greifzirkel, belegt mit einem geöffneten, silbernen Reißzirkel mit Stellbogen.“                                                                                  |
| Wappen von Weibern | Wappenbegründung: Das rote Kreuz steht für das Kurfürstentum Trier, zu dem Weibern bis 1794 gehörte, die silbernen Fische stellen eine Verbindung mit der Bedeutung des lateinischen Wortes für Weibern, Vivarium, her, was so viel wie „Tiergarten“ oder „Fischteiche“ bedeutet. Die beiden Zirkel sind ein Symbol für die Steinmetzkunst im Ort, die viel mit Tuffstein arbeitet. |

### Gemeindepartnerschaft
Mit Weibern (Oberösterreich) besteht eine Gemeindepartnerschaft.

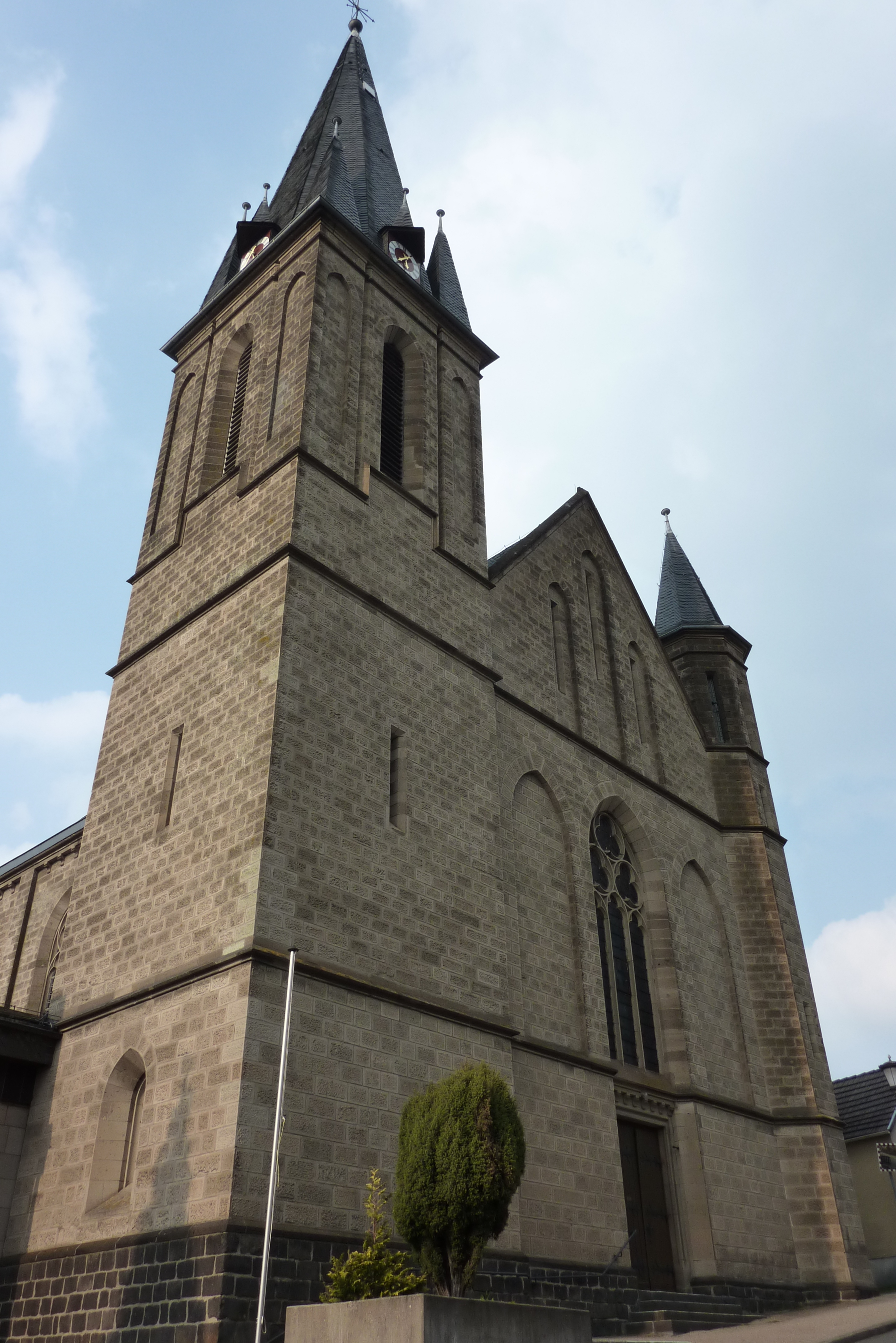
Katholische Pfarrkirche St. Barbara

## Kultur und Sehenswürdigkeiten

### Bauwerke
Siehe Liste der Kulturdenkmäler in Weibern

### Sport
Weibern beheimatet den Handballverein TuS Weibern, dessen Damenmannschaft von 2003 bis 2005 in der 1. Bundesliga spielte und im Jahr 2012 erneut in diese Klasse aufgestiegen ist.

### Regelmäßige Veranstaltungen
Alle 2 Jahre, am ersten Juni-Sonntag, findet das Tuffsteinfest statt. Es nimmt einen sehr hohen Stellenwert im Rahmen der örtlichen Feierlichkeiten ein.
Zur Erinnerung an die große Tradition der Weiberner Steinmetze ist, um die Jahrtausendwende eingebettet in das Projekt „Vulkanpark Brohltal/Laacher See“ das Tuffsteinzentrum entstanden. Im Jahr 2002 wurde es im Rahmen des 1. Tuffsteinfestes feierlich eröffnet. Seit 2006 ist es ein fester Bestandteil der Deutschen Vulkanstraße.

## Wirtschaft und Infrastruktur
In den letzten Jahren nahm der Tourismus in dem Eifelort Weibern immer mehr zu, auch die Eröffnung der Deutschen Vulkanstraße wird diesen Wirtschaftszweig fördern. Durch ein Gewerbegebiet am äußeren Rande Weiberns, welches unter anderem einen Supermarkt mit angrenzendem Getränkehandel beherbergt, ist die Lebensmittelversorgung in unmittelbarer Nähe gewährleistet.

### Verkehr
- Nördlich der Gemeinde verläuft die Bundesstraße 412, die von der Bundesautobahn 61 nach Nürburg führt.
- Die nächste Autobahnanschlussstelle ist Wehr an der Bundesautobahn 61 Koblenz-Bonn, etwa acht Kilometer entfernt.
- Die nächste Bahnstation ist heute der Bahnhof Engeln der Brohltalbahn. Deren Weiterführung ab Engeln, die auch Weibern selbst tangierte, führte einst bis zur Endstation Kempenich; sie wurde 1974 stillgelegt und 1976 abgerissen. Das ehemalige Bahnhofsgebäude wird heute als Museum genutzt.[9]

### Bildung
Im Dorf existiert eine Grundschule, an welcher seit 1904 unterrichtet wird.

## In Weibern geboren
- Johann Jakob Dahm (1659–1727), Orgelbauer

## Sonstiges
Auf dem Gemeindefriedhof befindet sich das Grab des vor allem im Rheinland wirkenden Metallbildhauers Hans Karl Burgeff.